# Jurgielany (gmina Dziewieniszki)
Jurgielany (lit. Jurgelionys) − wieś na Litwie, w okręgu wileńskim, w rejonie solecznickim, w gminie Dziewieniszki, 5 km na północny wschód od Dziewieniszek, zamieszkana przez 126 ludzi.

## Historia
W czasach zaborów wieś i folwark w gminie Dziewieniszki, w powiecie oszmiańskim, w guberni wileńskiej Imperium Rosyjskiego. W 1866 roku wieś liczyła 139 mieszkańców, pod koniec XIX wieku mieszkało tu 168 osób. Folwark zamieszkiwało 20 osób.
W latach 1921–1945 wieś leżała w Polsce, w województwie wileńskim, w powiecie oszmiańskim, w gminie Dziewieniszki.
W 1931 wieś w 33 domach zamieszkiwało 171 osób; folwark w 3 domach 18 osób.
Wierni należeli do parafii rzymskokatolickiej w Dziewieniszkach. Miejscowość podlegała pod Sąd Grodzki w Holszanach i Okręgowy w Wilnie; właściwy urząd pocztowy mieścił się w Dziewieniszkach.